# Benthocardiella pusilla
Benthocardiella pusilla är en musselart som beskrevs av Powell 1930. Benthocardiella pusilla ingår i släktet Benthocardiella och familjen Condylocardiidae. Inga underarter finns listade i Catalogue of Life.